# 全氟辛烷磺酸
全氟辛烷磺酸（英語：Perfluorooctanesulfonic acid，PFOS，共軛酸鹼對为全氟辛烷磺酸根），是一种人造的含氟表面活性剂和环境污染物。全氟辛烷磺酸是3M公司生产的思高洁(Scotchgard)等多种去污剂中的关键成分。2009年5月，PFOS列入到斯德哥爾摩环境保护国际公约附件B中。PFOS可以在工业生产中合成，也可以由前体的降解产生。 在野生动植物中检测到的全氟辛烷磺酸水平被认为足以影响健康参数，最近发现全氟辛烷磺酸的血清水平升高与美国普通人群罹患慢性肾脏病的风险增加相关。 “这种相关联系独立于诸如年龄，性别，种族/民族，身高體重指數，糖尿病，高血压和血清胆固醇水平等混杂因素。” 。
它在2023年被列入IARC第2B类致癌物质。